# 演州
演州（えんしゅう）は、中国王朝がかつてベトナムに置いた州。現在のゲアン省北部のジエンチャウ県（演州県）一帯に設置された。
622年（武徳5年）、唐により設置された驩州を前身とし、州治は安人県に設置された。627年（貞観元年）に演州と改称された。642年（貞観16年）に一旦廃止されたが、754年（広徳2年）に再設置、州治は忠義県に遷され、鎮南都護府（後の安南都護府）の管轄とされた。
931年、楊廷芸が南漢から自立し、北ベトナムの中国支配が終わった。演州は演州寨、演州路、演州府などに改称された。
1407年（永楽5年）、明の永楽帝がベトナムに侵攻し、演州府を設置した。1417年（永楽15年）に直隷州に改められた。
1424年、藍山の義軍が明軍を撃破し、演州は黎利の支配下に入った。